# Lepturges scitulus
Lepturges scitulus es una especie de escarabajo longicornio del género Lepturges, categorizada en la tribu Acanthocinini, de la subfamilia Lamiinae. Fue descrita por Tavakilian & Monné en 1989.

## Descripción
Mide 5,6-7,5 mm de longitud.

## Distribución
Se distribuye por Guayana Francesa.